# Thalassocyon wareni
Thalassocyon wareni is een slakkensoort uit de familie van de Thalassocyonidae. De wetenschappelijke naam van de soort is voor het eerst geldig gepubliceerd in 2000 door Riedel.